# Henri Simon (général)
Pour les articles homonymes, voir Simon et Henri Simon.
Henri Simon, né le 7 avril 1764 à Melun (Seine-et-Marne), mort le 27 novembre 1827 à Dijon (Côte-d'Or), est un général français de la Révolution et de l’Empire.

## États de service
Il entre en service en 1785, comme soldat dans le régiment de la Martinique, et il y reste jusqu’au début de la Révolution en 1789.
Le 6 septembre 1792, il est élu lieutenant-colonel en second au 4e bataillon de volontaires de Soissons, à l’armée du Nord, et le 6 mars 1793, il est nommé commandant en chef de ce bataillon. Le 14 septembre 1793, il est chargé du commandement de la place de Dunkerque, et le 5 novembre suivant, il remplit les fonctions d’adjudant-général chef de brigade, à l’armée de la Moselle. Il est promu général de brigade provisoire le 12 novembre 1793, et sa nomination est approuvée le 28 novembre suivant. En 1794 et 1795, il commande une brigade de cavalerie à l’armée de Sambre-et-Meuse, et il est blessé d’un coup de biscaïen qui lui fracasse la jambe gauche le 16 juin 1794. 
Le 30 mars 1796, il passe à l’armée du Rhin, dans la division du général Bernadotte, et le 31 août suivant il assure le commandement de la division pendant la maladie de son général. Il est mis en congé de réforme le 13 février 1797, et il se distingue le 18 avril 1797, à la Bataille de Neuwied. Le 15 novembre 1797, il reçoit l’ordre de retourner à l’armée de Sambre-et-Meuse, et le 11 mars 1798, il passe à l’armée d’Angleterre, puis au commandement du département de la Sarthe le 21 août 1798. Le 16 août 1799, il retourne à l’armée d’Angleterre, et il est blessé dans la nuit du 14 au 15 octobre 1799, en défendant Le Mans, contre les chouans. Il doit être amputé du bras droit, et il cesse ses fonctions le 21 octobre 1799. Le 13 mars 1800, il obtient un commandement dans la 17e division militaire, puis le 9 août suivant, il passe commandant de l’Hôtel des Invalides à Versailles, et le 27 octobre 1802, il est nommé commandant en second des Invalides à Paris. Il est fait chevalier de la Légion d’honneur le 11 décembre 1803, et commandeur de l’ordre le 14 juin 1804.
Le 10 octobre 1812, il est remis en activité, et le 16 mai il est envoyé à Rome comme commandant de 2e classe. Après avoir évacué Rome le 10 mars 1814, il prend le commandement du département de la Côte-d'Or le 16 août 1814. Lors de la première restauration, il est fait chevalier de Saint-Louis le 15 avril 1815, et il est admis à la retraite le 15 août suivant. Il est élevé au grade de général de division honoraire le 6 février 1818.
Il meurt le 27 novembre 1827, à Dijon.

## Sources
- (en) « Generals Who Served in the French Army during the Period 1789 - 1814: Eberle to Exelmans »
- Thierry Pouliquen, « Les généraux français et étrangers ayant servis [sic] dans la Grande Armée » (consulté le 30 janvier 2015)
- « Cote LH/2521/38 », base Léonore, ministère français de la Culture
- Étienne Charavay, Correspondance générale de Carnot, tome 3, imprimerie Nationale, 1897, p. 448.
- A. Lievyns, Jean Maurice Verdot, Pierre Bégat, Fastes de la Légion-d'honneur, biographie de tous les décorés accompagnée de l'histoire législative et réglementaire de l'ordre, Bureau de l’administration, janvier 1844, 529 p. (lire en ligne), p. 495.
- (pl) « Napoléon.org.pl »
- Louis Gabriel Michaud, Biographie des hommes vivants, ou, Histoire par ordre alphabétique de la vie publique de tous les hommes qui se sont fait remarquer par leurs actions ou leurs écrits, tome 5, Paris, L.G Michaud, 1819, 560 p. (lire en ligne), p. 391.
- Charles Théodore Beauvais et Vincent Parisot, Victoires, conquêtes, revers et guerres civiles des Français, depuis les Gaulois jusqu’en 1792, tome 26, C.L.F Panckoucke, janvier 1822, 414 p. (lire en ligne), p. 195.